# Aymen Hussein
Aymen Hussein Ghadhban (en árabe: أيمن حسين‎; Hawija, Kirkuk, 22 de marzo de 1996) es un futbolista iraquí. Juega de delantero y su equipo es el Al-Karma S. C. de la Liga de Estrellas de Irak. Es internacional absoluto por la selección de Irak desde 2015.

## Selección nacional
Fue internacional en categorías inferiores por Irak. Formó parte del plantel que clasificó a los Juegos Olímpicos de Río de Janeiro 2016, sin embargo se perdió la competición por lesión.
Debutó con la selección de Irak el 26 de agosto de 2015 ante Líbano en un encuentro amistoso, fue victoria por 2-3. Fue citado a la Copa Asiática 2019.

### Participaciones en torneos juveniles
| Copa                             | Sede     | Resultado                |
| -------------------------------- | -------- | ------------------------ |
| Campeonato sub-19 de la AFC 2014 | Birmania | Fase de grupos           |
| Campeonato Sub-23 de la AFC 2016 | Catar    | Tercer lugar             |
| Campeonato Sub-23 de la AFC 2018 | China    | Cuartos de final         |
| Juegos Olímpicos 2024            | París    | Disputándose[actualizar] |

### Participaciones en copas
| Copa                               | Sede   | Resultado                 |
| ---------------------------------- | ------ | ------------------------- |
| Copa de Naciones del Golfo de 2017 | Kuwait | Semifinales               |
| Copa Asiática 2019                 | EAU    | Octavos de final          |
| Copa de Naciones del Golfo de 2023 | Irak   | En desarrollo[actualizar] |
| Copa Asiática 2023                 | Catar  | Octavos de final          |

## Clubes
| Club                     | País      | Año           |
| ------------------------ | --------- | ------------- |
| Al-Alam                  | Irak      | 2010-2011     |
| Tuz FC                   | Irak      | 2011-2012     |
| Gas Al-Shamal            | Irak      | 2012-2013     |
| Dohuk F. C.              | Irak      | 2013-2014     |
| Al-Naft                  | Irak      | 2015-2017     |
| Al-Shorta                | Irak      | 2017-2018     |
| Al-Naft                  | Irak      | 2018          |
| CS Sfaxien               | Túnez     | 2018-2019     |
| Al Quwa Al Jawiya        | Irak      | 2019-2021     |
| Umm-Salal S. C.          | Catar     | 2021-2022     |
| Al-Markhiya S. C.        | Catar     | 2022          |
| Al-Jazira S. C.          | EAU       | 2023          |
| Raja Casablanca          | Marruecos | 2023          |
| Al Quwa Al Jawiya        | Irak      | 2023-2024     |
| Al-Khor S. C.            | Catar     | 2024-2025     |
| Al-Wakrah S. C. (cedido) | Catar     | 2025          |
| Al-Karma S. C.           | Irak      | 2025-presente |

## Palmarés

### Títulos nacionales
| Título               | Club              | País  | Año     |
| -------------------- | ----------------- | ----- | ------- |
| Copa de Túnez        | CS Sfaxien        | Túnez | 2018-19 |
| Liga Premier de Irak | Al Quwa Al Jawiya | Irak  | 2020-21 |

## Vida personal
Nacido en una villa rural de Kirkuk, localidad que controlada por el ISIS entre 2014 y 2017, lo que provocó el desplazamiento de su familia y la desaparición de su hermano. Su padre, un oficial del ejército iraquí, fue asesinado en 2008 por un ataque terrorista de Al Qaeda.